# Count Your Lucky Stars (serie de televisión)
Count Your Lucky Stars (en chino, 我好喜欢你; pinyin, Wǒ Hǎo Xǐ Huān Nǐ) es una serie de televisión china emitida por Youku y Mango TV en 2020.

## Sinopsis
Lu Xingcheng (Jerry Yan) es el editor en jefe de una revista conocida. A pesar de ser conocido por ser arrogante, Lu Xingcheng ya era considerado un experto en el mundo de la moda. Aparte de eso, también es un hombre muy afortunado y está acostumbrado a tener todo lo que quiere.
Mientras tanto, Tong Xiaoyou (Shen Yue) es un diseñador de moda menos famoso y a menudo experimenta mala suerte. Hasta que un día, su destino se cambió en un instante debido a un beso accidental. Lu Xingcheng lo perdió todo, mientras que Tong Xiaoyou de repente se hizo famoso.

## Reparto

### Principal
- Shen Yue como Tong Xiaoyou
- Jerry Yan como Lu Xingcheng

### Secundario
- Jackie Li como Song Ruru
- Miles Wei como Lu Yanzhi
- Shen Yao como Wen Xi
- Wang Sen como Mu Yang
- Li Yu Yang como Jiang Yan
- Yu Si Lu como Sarah Lin
- Eddie Cheung como Lu Ren
- Lily Tien como Cheng Pei Yu (la madre de Yan Zhi)
- Kathy Chow como Ye Mang

## Emisión internacional
- Filipinas: ABS-CBN (Kapamilya Channel y A2Z) (2021).
- Indonesia: Viu, RCTI+ y Vision+ (2020).
- Malasia: Astro Shuang Xing (2020).